# Kabinettsausschuss
Ein Kabinettsausschuss, auch Regierungsausschuss, ist aus Mitgliedern eines Kabinetts bestehender Ausschuss, der ein konkretes Thema berät, plant und koordiniert, das in den Zuständigkeitsbereich der teilnehmenden Minister fällt. In der Regel bereitet ein Kabinettsausschuss Entscheidungen der Regierung oder des Kanzlers vor. Er kann dazu Entscheidungsvorlagen erstellen, hat aber keine eigene Entscheidungsbefugnis. In Deutschland gibt es Kabinettsausschüsse sowohl im Bund als auch auf Länderebene.
In Deutschland sind Kabinettsausschüsse der Bundesregierung weder im Grundgesetz noch in der gemeinsamen Geschäftsordnung der Bundesministerien geregelt. Der erste Bericht zur Reform der Struktur von Bundesregierung und Bundesverwaltung (1969) nennt als Grund für die Einrichtung solcher ressortübergreifenden und problemorientierten Gremien eine „gruppendynamische Idealgröße von 7 bis 9 Ministern“, die im Kabinett selbst aus koalitionspolitischen Gründen nicht zu erreichen sei. Den Vorsitz von Kabinettsausschüssen hat, entsprechend seiner Richtlinienkompetenz, der Bundeskanzler inne. Beispiele für Kabinettsausschüsse sind das Klimakabinett des Kabinetts Merkel IV oder der Bundessicherheitsrat.
Vom Kabinettsausschuss zu unterscheiden sind interministerielle Ausschüsse, die von Mitgliedern der Ministerialbürokratie besetzt werden und der Koordination der beteiligten Bundesministerien dienen.